# Morgenthauův plán

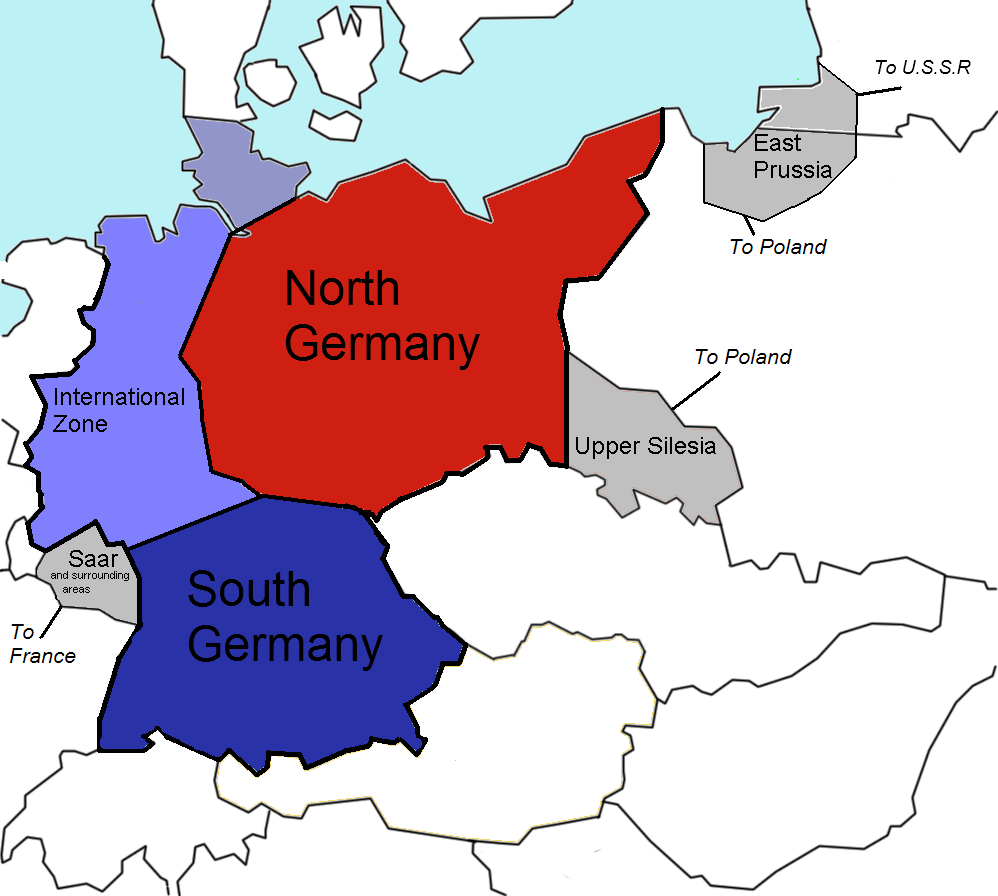
Morgenthauův plán:
Severoněmecký stát
Jihoněmecký stát
mezinárodní zóna
území mělo připadnout Francii, Polsku a Sovětskému svazu

Morgenthauův plán byla koncepce o budoucí podobě a okupaci Německa po válce předložená ministrem financí USA Henrym Morgenthauem v září 1944, tedy ještě v době probíhající druhé světové války. Plán si kladl za cíl zabránit jakékoli další hrozbě útočné války vzniklé na německém území. Jak americké ministerstvo zahraničí, tak i americké ministerstvo obrany však tento plán zamítly.

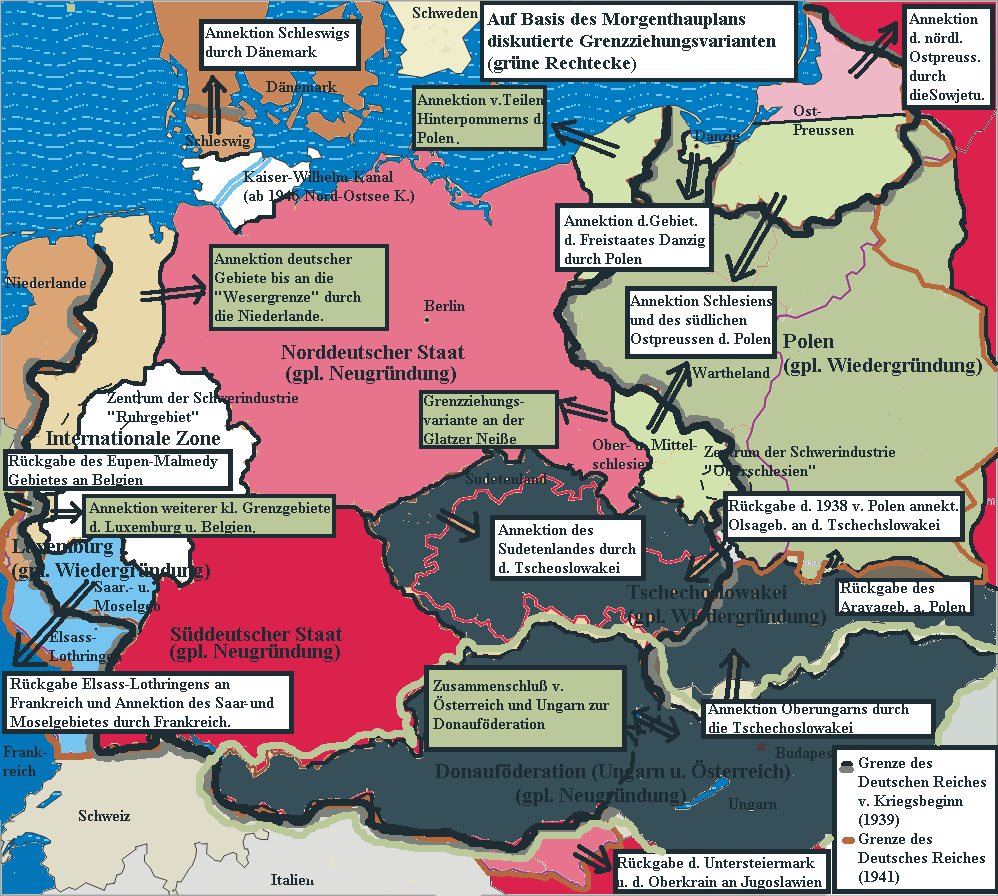
Jiný návrh plánu – kromě Německa rozděleného na severní a jižní část by ještě vznikla Dunajská federace skládající se z Rakouska, Československa a Maďarska, část Německa by byla anektována Nizozemím (Bakker-Schutův plán), Dánskem (Šlesvicko) a také Polskem, Lucemburskem, Francií, Belgií a Sovětským svazem

Memorandum z 2. září 1944 bylo pojmenováno po svém autorovi, ministru financí Henry M. Morgenthauovi jr. Memorandum předpokládalo deindustrializaci Německa a jeho přeměnu na agrární stát a k tomu bylo vyhrazeno 20 let. Německo mělo být rozděleno na Severoněmecký stát, Jihoněmecký stát a mezinárodní zónu v Porúří. Válečné zločince měla čekat tvrdá odvetná opatření. Memorandum bylo pod dojmem zpráv o „zločinech proti lidskosti“, o nichž se v západním tisku psalo po osvobození koncentračního a vyhlazovacího tábora Majdanek v červenci 1944.
Americký prezident Franklin D. Roosevelt návrh parafoval a i Winston Churchill byl původně pro návrh. Roosevelt ale v dubnu 1945 zemřel. Prezident Harry Truman v červenci 1945 podepsal směrnici 1779, která naopak počítala s pomocí Německu.